# 陳達道
陳達道（？—？），字礎霞，號慰蒼，雲南雲南府安寧州人，明朝末年政治人物。

## 生平
為人至孝。崇禎十二年（1639年）己卯科雲南鄉試第一名舉人（解元）。授瀏陽縣知縣，升石阡府知府，升貴州按察司副使，調雲南按察司副使、兵備安普，卒於官。